# Moon Dailly
Moon Dailly est une actrice franco-américaine, d'origine américaine (par son père) et cambodgienne (par sa mère).

## Biographie
Elle passe la première partie de sa vie dans divers pays, dont le Japon, le Qatar, le Sénégal, le Rwanda, la Suède, Hong Kong et les États-Unis. 
Elle s’installe en France en 1997 et après une licence en droit, elle devient diplômée de l’Institut d'études politiques de Paris (Sciences Po). 
Elle s'essaie à la musique, à la danse, au théâtre, tourne dans divers courts métrages, joue dans des pièces et des séries avant de finalement devenir chroniqueuse sur Hit Machine. 
À partir de 2005, elle travaille sur W9, où elle présente l'E-Classement, sorte de Top 50 des morceaux téléchargés. 
Elle coprésente également Takeshi's Castle sur W9 avec Thierry Roland à partir d'octobre 2006. Elle anime également Cinéstyle, une émission de décryptage de mode sur la chaîne OCS Géants.
Elle a notamment été remarquée pour avoir donné la réplique à Jean Dujardin dans OSS 117 : Rio ne répond plus. Elle a aussi été remarquée dans la série Crossing Lines (Anne-Marie).
Elle a été mariée à l'acteur Chris Vance.

## Filmographie

### Cinéma
- 2004 : Hautement Populaire de Philippe Lubac
- 2005 : Minuit 14 de Kouhyan Parandi
- 2006 : Paris, je t'aime d'Olivier Assayas
- 2008 : La Volière de Philippe Landoulsi
- 2009 : OSS 117 : Rio ne répond plus de Michel Hazanavicius
- 2009 : Le Coach d'Olivier Doran
- 2010 : L'Autre Monde de Gilles Marchand
- 2011 : The Prodigies d'Antoine Charreyron
- 2011 : On ne choisit pas sa famille de Christian Clavier
- 2012 : La Vérité si je mens ! 3 de Thomas Gilou
- 2018 : Je ne suis pas un homme facile d'Éléonore Pourriat

### Télévision
- 2008 : Cinq Sœurs
- 2009 : Beauté fatale
- 2011-2012 : Commissaire Magellan, épisodes 4 à 9
- 2012 : Le Transporteur épisode 2 saison 1 (Prototype)
- 2012 : Les Fauves de José Pinheiro
- 2012 : Platane
- 2013 : Crossing Lines (série TV)
- 2018 : Commissaire Magellan, épisode La Belle équipe
- 2024 : Plus belle la vie, encore plus belle (série TV) : Meïline Liao (saison 1, épisodes 1 à 161)